# Gabriel Gottfried Bredow
Gabriel Gottfried Bredow (ur. 14 grudnia 1773 w Berlinie, zm. 5 września 1814 we Wrocławiu) – niemiecki nauczyciel i pedagog, studiował teologię i filozofię, 1809–1811 wykładowca Uniwersytetu Viadrina we Frankfurcie nad Odrą. 
W 1803 został mianowany profesorem zwyczajnym historii na uniwersytecie w Helmstädt. od 1809 wykładał we Frankfurcie nad Odrą, kiedy w 1811 Uniwersytet Viadrina został przeniesiony do Wrocławia przeniósł się wraz z nim.